# Fechtweltmeisterschaften 1993
Die 42. Fechtweltmeisterschaft fand 1993 in Essen statt. Es wurden zehn Wettbewerbe ausgetragen, sechs für Herren und vier für Damen.

## Herren

### Florett, Einzel
| Platz | Land | Sportler          |
| ----- | ---- | ----------------- |
| 1     | GER  | Alexander Koch    |
| 2     | UKR  | Serhij Holubyzkyj |
| 3     | GER  | Uwe Römer         |
|       | FRA  | Philippe Omnès    |

### Florett, Mannschaft

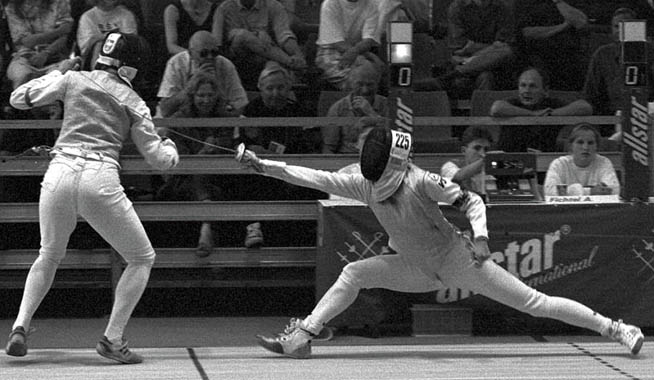
Anja Fichtel (rechts) bei der Fechtweltmeisterschaft '93 in Essen

| Platz | Land        | Sportler                                                                                |
| ----- | ----------- | --------------------------------------------------------------------------------------- |
| 1     | Deutschland | Ingo Weißenborn, Alexander Koch, Thorsten Weidner, Udo Wagner, Uwe Römer                |
| 2     | Italien     | Alessandro Puccini, Stefano Cerioni, Andrea Borella, Luca Vitalesta, Francesco Rossi    |
| 3     | Polen       | Marian Sypniewski, Adam Krzesiński, Ryszard Sobczak, Leszek Bandach, Piotr Kiełpikowski |

### Degen, Einzel
| Platz | Land | Sportler              |
| ----- | ---- | --------------------- |
| 1     | RUS  | Pawel Kolobkow        |
| 2     | GER  | Arnd Schmitt          |
| 3     | ESP  | Olivas Fernando Penas |
|       | HUN  | Iván Kovács           |

### Degen, Mannschaft
| Platz | Land        | Sportler                                                                         |
| ----- | ----------- | -------------------------------------------------------------------------------- |
| 1     | Italien     | Sandro Cuomo, Paolo Milanoli, Maurizio Randazzo, Angelo Mazzoni, Stefano Pantano |
| 2     | Frankreich  | Jean-Michel Henry, Éric Srecki, Robert Leroux, Rémy Delhomme                     |
| 3     | Deutschland | Arnd Schmitt, Elmar Borrmann, Mariusz Strzałka, Patrick Draenert                 |

### Säbel, Einzel
| Platz | Land | Sportler          |
| ----- | ---- | ----------------- |
| 1     | RUS  | Grigori Kirijenko |
| 2     | HUN  | Bence Szabó       |
| 3     | GER  | Steffen Wiesinger |
|       | ITA  | Tonhi Terenzi     |

### Säbel, Mannschaft
| Platz | Land        | Sportler                                                                          |
| ----- | ----------- | --------------------------------------------------------------------------------- |
| 1     | Ungarn      | Bence Szabó, Csaba Köves, József Navarrete, Péter Abay, György Boros              |
| 2     | Italien     | Tonhi Terenzi, Marco Marin, Giovanni Scalzo, Giovanni Sirovich, Raffaello Caserta |
| 3     | Deutschland | Felix Becker, Steffen Wiesinger, Frank Bleckmann, Ulrich Eifler, Jacek Huchwajda  |

## Damen

### Florett, Einzel
| Platz | Land | Sportlerin           |
| ----- | ---- | -------------------- |
| 1     | ITA  | Francesca Bortolozzi |
| 2     | HUN  | Aida Mohamed         |
| 3     | GER  | Zita Funkenhauser    |
|       | GER  | Simone Bauer         |

### Florett, Mannschaft
| Platz | Land        | Sportlerinnen                                                                   |
| ----- | ----------- | ------------------------------------------------------------------------------- |
| 1     | Deutschland | Zita Funkenhauser, Anja Fichtel-Mauritz, Sabine Bau, Simone Bauer, Monika Weber |
| 2     | Rumänien    | Laura Badea, Elisabeta Guzganu, Mioara David, Claudia Grigorescu                |
| 3     | Italien     | Francesca Bortolozzi, Diana Bianchedi, Giovanna Trillini, Dorina Vaccaroni      |

### Degen, Einzel
| Platz | Land | Sportlerin             |
| ----- | ---- | ---------------------- |
| 1     | EST  | Oxana Jermakowa        |
| 2     | ITA  | Laura Chiesa           |
| 3     | FRA  | Sophie Moressée-Pichot |
|       | SWE  | Helena Elinder         |

### Degen, Mannschaft
| Platz | Land        | Sportlerinnen                                                                    |
| ----- | ----------- | -------------------------------------------------------------------------------- |
| 1     | Ungarn      | Mariann Horváth, Gyöngyi Szalay, Hajnalka Király, Marina Várkonyi, Tímea Nagy    |
| 2     | Deutschland | Katja Nass, Eva-Maria Ittner, Claudia Bokel, Hedwig Funkenhauser, Imke Duplitzer |
| 3     | Ukraine     | Alla Mironjuk, Gulie Tuhtarova, Wiktoria Titowa Anna Harina                      |